# Microsoft InfoPath
Pour les articles homonymes, voir Variable d'environnement#Infopath (pour Emacs).

Ancien logo

Microsoft InfoPath (dont le nom complet est Microsoft Office Infopath) est un logiciel permettant de créer des formulaires de données basés sur le langage XML. Il fait partie intégrante de la suite bureautique Microsoft Office (édition professionnelle). Il a été commercialisé pour la première fois avec cette suite dans sa version 2003 puis avec les versions 2007, 2010 et 2013. 2013 est la dernière version de Microsoft InfoPath, mais le support sera maintenu jusqu'en 2026.
Initialement connu sous le nom de code XDocs, l'outil Infopath permet d'authentifier et de visualiser des documents basés sur un schéma XML défini par le client. Il peut se connecter à des systèmes externes en utilisant des services web via le MSXML et le SOAP. La configuration peut se faire via un annuaire UDDI ou le langage WSDL.De plus, depuis que les fichiers créés avec Infopath sont enregistrés nativement en XML, il est possible d'exporter ces fichiers vers d'autres logiciels compatibles avec le langage XML.

## Les étapes élémentaires
Dans InfoPath, l'utilisateur remplit un formulaire sur son ordinateur, en mode déconnecté, via le client InfoPath. À cette étape, la validité de chaque champ saisi est vérifiée par le logiciel; l'utilisateur peut aussi joindre une signature numérique. À l'étape suivante, l'utilisateur se connecte à la source de données (un service Web asp) et lui soumet la grille XML. Enfin, lorsque l'utilisateur est connecté le formulaire est automatiquement mis à jour.